# Monttea schickendantzii
Monttea schickendantzii là một loài thực vật có hoa trong họ Mã đề. Loài này được August Heinrich Rudolf Grisebach mô tả khoa học đầu tiên năm 1879.

## Phân bố
Loài này có tại Argentina (đông bắc, tây bắc).